# Михаљ Верешмарти
Михаљ Верешмарти (мађ. Mihály Vörösmarty; Пуста-Њек, 1. децембар 1800 — Пешта, 19. новембар 1855) је био значајан мађарски песник и драматург.
Рођен је у Пуста-Њеку (садашњи Каполнашњек) у племићкој римокатоличкој породици. Стекао је образовање у Секешфехервару међу Цистерцитима и у Пешти међу Пијаристима. Смрт оца 1817. године оставила је његову породицу у великом сиромаштву. Међутим, као тутор у породици Перцел, Верешмарти је успео да се избори и финансира своје академско школовање у Пешти.
Активности сабора из 1825. године пробудиле су патриотизам у њему и дале нови правац његовој поезији. У то време је већ започео са радом на драми названој Salomon. Водио је разуздан јавни живот све док се није заљубио у Етелку Перцел, која је била на вишем друштвеном нивоу од њега. Многи његови стихови тичу се ове неузвраћене љубави. У међувремену, свој патриотизам је исказао у херојском епу Zalán futása ("Лет Залана“, 1824). Овај нови еп означио је прелаз из класичне у романтичарску школу.
Од тада су Карољ Кишфалуди и мађарски романтичари уврштавали Верешмартија међу себе. Међутим, његова финансијска ситуација је слабила. Између 1823. и 1831. године, саставио је четири драме и осам мањих епова, делом историјских, а делом измишљених. Од ових епских песама, Cserhalom (1825) је сматрао својом најбољом, мада модерна критика даје предност песми A két szomszédvár ("Два суседна замка“, 1831).
Када је Мађарска академија основана 17. новембра 1830. године, изабран је за члана филолошке секције, а касније је наследио Кароља Кишфалудија као директора, са годишњом платом од 500 флорина. Био је један од оснивача Друштва Кишфалудија, а 1837. године је започео два часописа: Athenaeum и Figyelmező. Први је био главни белетристички часопис, док се други бавио критиком.
Од 1830. до 1843. године, посветио се углавном драми, укључујући
- ("Чонгор и Тинде“, 1830), комад од пет чинова инспирисан делима
- Принц Аргируш Алберта Гергеја и
- Сан летње ноћи; и
- ("Крвно венчање“, 1833), дело које је Верешмартију донело награду Академије од 200 гулдена.

Ђерђ Лукач је описао Чонгор и Тинде 1911. године као најбољи мађарски комад деветнаестог века. Верешмарти је такође објавио неколико збирки поезије. Његова песма Szózat ("Молба“, 1836) требало је да постане друга национална химна, а написао је и Az elhagyott anya ("Напуштена мајка“, 1837) и Az uri hölgyhöz ("Племенитој дами“, 1841). Његов брак 1843. године са Лауром Чајаги дао му је инспирацију за нов циклус љубавних песама. Године 1848, у сарадњи са Арањем и Петефијем, допринео је преводу Шекспирових дела.
Уз подршку Лајоша Кошута и Имреа Чеснекија, изабран је да представља Јанковац на сабору 1848. године, а 1849. године је постављен за једног од судија високог суда. Национална катастрофа (пад револуције 1848-49) веома је утицала на Верешмартија. Кратко време је био у егзилу, а кад се вратио у Мађарску 1850. године, већ је био у озбиљном паду.
Године 1854. је написао своју последњу песму, A vén cigány ("Стари циганин"). Преселио се назад у Пешту како би био близу доктора, где је и умро, у истој кући где је Карољ Кишфалуди умро 25 година раније. Сахрањен је на гробљу Керепеши. Дан његове сахране, која је одржана 21. новембра, био је национални дан жалости. Његовој деци, која су остала без пара, новац је обезбеђен на основу националне претплате коју је скупљао Ференц Деак, који је деловао као њихов старатељ.
Споменик Едеа Калоша, направљен 1900их, налази се у најстрожем центру Будимпеште, на тргу који носи његово име.